# Blood Fire Death
Blood Fire Death – czwarta płyta szwedzkiego zespołu muzycznego Bathory, wydana 8 października 1988 roku. Na okładce wykorzystano obraz „Åsgårdsreien” (1872) dziewiętnastowiecznego norweskiego malarza Petera Nicolai Arbo.

## Lista utworów
1. „Odens Ride over Nordland” – 3:00
2. „A Fine Day to Die” – 8:36
3. „The Golden Walls of Heaven” – 5:23
4. „Pace 'till Death” – 3:40
5. „Holocaust” – 3:26
6. „For All Those Who Died” – 4:57
7. „Dies Irae” – 5:12
8. „Blood Fire Death” – 10:30
9. „Outro” – 0:58

## Twórcy
- Ace „Quorthon Seth” Thomas Forsberg – śpiew, gitara, produkcja
- Vvornth – perkusja
- Kothaar – gitara basowa
- The Boss – produkcja
- Andy Dacosta – mastering